# 櫻井満
櫻井 満（さくらい みつる、1933年（昭和8年）2月25日 - 1995年（平成7年）2月3日）は、日本の国文学者、民俗学者。文学博士（國學院大学・論文博士・1973年）。元國學院大学教授。

## 来歴
東京生まれ。國學院大學文学部文学科卒、同助教授、教授。1973年「万葉集東歌研究」で、國學院大学より文学博士の学位を取得。折口信夫、高崎正秀に師事し、『万葉集』の民俗学的研究をおこなった。息子が3人いる。櫻井彦は二男。
1995年2月3日、神経膠芽腫のため逝去。

## 著書
- 『万葉びとの憧憬』桜楓社 1966 現代の教養
- 『万葉集東歌研究』桜楓社 1972
- 『花の民俗学』雄山閣 1974 のち講談社学術文庫
- 『万葉集の風土』講談社現代新書 1977
- 『万葉びとの憧憬 民俗と文芸の論理』桜楓社 1977
- 『伝説のふるさと』日本書籍 1979
- 『柿本人麻呂論』桜楓社 1980
- 『万葉の花 花と生活文化の原点』雄山閣出版 1984
- 『万葉の歌 人と風土 13 関東南部』保育社 1986
- 『万葉びとの世界 民俗と文化』雄山閣出版 日本の民俗学シリーズ 1992
- 『節供の古典 花と生活文化の歴史』雄山閣出版 1993
- 『花と日本人』雄山閣出版 1994
- 『万葉春秋 万葉びとの歳時記』おうふう 1994
- 『万葉集の民俗学的研究』おうふう 1995
- 『古代の山河と伝承』おうふう 1996
- 『櫻井満著作集』伊藤高雄ほか編 おうふう 2000

第1巻 (万葉集東歌研究)
第2巻 (柿本人麻呂論)
第3-4巻 (万葉集の民俗学的研究)
第5巻 (万葉びとの憧憬)
第6巻 (万葉集の風土)
第7巻 (万葉の花)
第8巻 (古代伝承の世界)
第9巻 (花の民俗学)
第10巻 (道の島の祭り)
別冊

### 共編著
- 『萬葉集』高崎正秀、柳井己酉朔共編 東出版 1963
- 『万葉集東歌古注釈集成』編 桜楓社 1972
- 『神の島の祭りイザイホー』編 雄山閣出版 日本の民俗学シリーズ 1979
- 『万葉びとの生活』編 桜楓社 1980
- 『大和神社の祭りと伝承』菊地義裕共編 桜楓社 古典と民俗学叢書 1988
- 『飛鳥の祭りと伝承』並木宏衛共編 桜楓社 古典と民俗学叢書 1989
- 『日本武尊論 焼津神社誌』編 焼津神社 1989
- 『旺文社全訳古語辞典』宮腰賢共編 旺文社 1990
- 『吉野の祭りと伝承』岩下均共編 桜楓社 古典と民俗学叢書 1990
- 『生駒谷の祭りと伝承』伊藤高雄共編 桜楓社 古典と民俗学叢書 1991
- 『葛城山の祭りと伝承』大石泰夫共編 桜楓社 古典と民俗学叢書 1992
- 『荒磯 千葉県成田市荒磯地域の調査 民俗篇』編 空港エンタープライズ 1994
- 『宇陀の祭りと伝承』瀬尾満共編 おうふう 古典と民俗学叢書 1995
- 『上代文学研究事典』小野寛共編 おうふう 1996
- 『泊瀬川の祭りと伝承』上野誠共編 おうふう 古典と民俗学叢書 1997

### 訳注
- 『万葉集 現代語訳対照』訳注 1974-1975 旺文社文庫
- 『万葉集』並木宏衛共校注 新典社 影印校注古典叢書 1976
- 『万葉拾穂抄 別巻』北村季吟「解説・索引」尾崎富義共編著 新典社 1977

### 追悼論集
- 『古典と民俗学論集 桜井満先生追悼』おうふう 古典と民俗学叢書 別集 1997

## 参考
- 『花の民俗学』講談社学術文庫、著者紹介
- 署名無し「櫻井満博士略年譜及び主要著作」『日本文學論究』第54号、國學院大學國文學會、1995年3月、46-47頁、ISSN 0288-1721。